# Antarchaea fragilis
Antarchaea fragilis är en fjärilsart som beskrevs av Butler 1875. Antarchaea fragilis ingår i släktet Antarchaea och familjen nattflyn. Inga underarter finns listade i Catalogue of Life.